# Evarcha bulbosa-cf
Evarcha bulbosa-cf är en spindelart som beskrevs av Prószynski 2003. Evarcha bulbosa-cf ingår i släktet Evarcha och familjen hoppspindlar. Inga underarter finns listade i Catalogue of Life.